# Ярославский район (Москва)
Яросла́вский райо́н — район в Москве, расположенный в Северо-Восточном административном округе. Образован в результате административной реформы в 1991 году как муниципальный округ, статус района — с 1995 года. Району соответствует внутригородское муниципальное образование муниципальный округ Ярославский, образованное в 2003 году. Свои названия они получили по основной магистрали — Ярославскому шоссе.

## История
Ярославское шоссе — одна из древнейших дорог, ведущих из Москвы на север. Названа по своему направлению на город Ярославль. В древности именовалась Переяславской — по более близкому к Москве Переславлю-Залесскому, и Троицкой — по Троице-Сергиевой лавре. До включения начального звена 13 декабря 1957 года в проспект Мира шоссе начиналось от Крестовского путепровода и шло до Ново-Останкина, где переходило в Большую Алексеевскую, а затем в Большую Ростокинскую улицу. Название Ярославского шоссе вновь возвращалось к этой трассе, только севернее МКЖД. Данные улицы вошли в состав шоссе 11 ноября 1955 года.
Нынешняя территория Ярославского район сформировалась из деревень на Троицкой дороге: Красная сосна, Мыза Раево, Малые Мытищи и части города Бабушкин. Появлению застройки на данной местности способствовало открытие Московско-Ярославской железной дороги: станция «Лосиноостровская» была открыта в 1902 году, «Лось» — в 1929 году. В 1960 году, при строительстве МКАД, эти поселения были включены в состав Москвы, сначала в Дзержинский район, а в 1969 году был выделен Бабушкинский район. К концу 1970-х годов почти вся дачная и деревянная застройка была ликвидирована. С 1991 года часть Бабушкинского района выделена в современный Ярославский район.
По Троицкой дороге в Москву приехал Михаил Ломоносов, ныне в районе установлен памятник учёному. Через территорию района проходил Мытищинский самотёчный водопровод. До 1997 года над рекой Ичкой существовал акведук, аналогичный Ростокинскому.
В мае 2017 года большинство малоэтажных домов района были включены в перечень домов, по которым пройдет голосование жителей о включении в проект программы реновации жилья. В результате голосования будет снесено 53 дома.

## Характеристика района
Район вытянут на северо-восток по «берегам» Ярославского шоссе. С севера район ограничен МКАД, с запада — Ярославским направлением МЖД, с востока — национальным парком «Лосиный Остров», с юга — Северянинским путепроводом. Граничит с Лосиноостровским и Бабушкинским районами на западе, с Ростокином на юге и Метрогородком на востоке. Район занимает площадь 799 га.
В районе расположено большое количество учебных заведений, от дошкольных и начальных до высших. Среди них — МГСУ, МИПК им. И. Фёдорова и КСТ имени М. Ф. Панова. Здесь также находятся храм во имя святых мучеников Адриана и Наталии, Московский Новый драматический театр. Река Ичка протекает на севере района из Лосиного острова по трубе под Ярославским шоссе и железной дорогой на запад.
На протяжении 125 лет в районе на территории, именовавшейся Мыза Раево, располагался военный арсенал. С начала 2000-х арсенал закрыт и его склады сдаются частным фирмам, а в 2020-е на части его территории планируется возведение жилого комплекса.

### Скверы и прогулочные зоны

#### Сквер на Малыгинском проезде

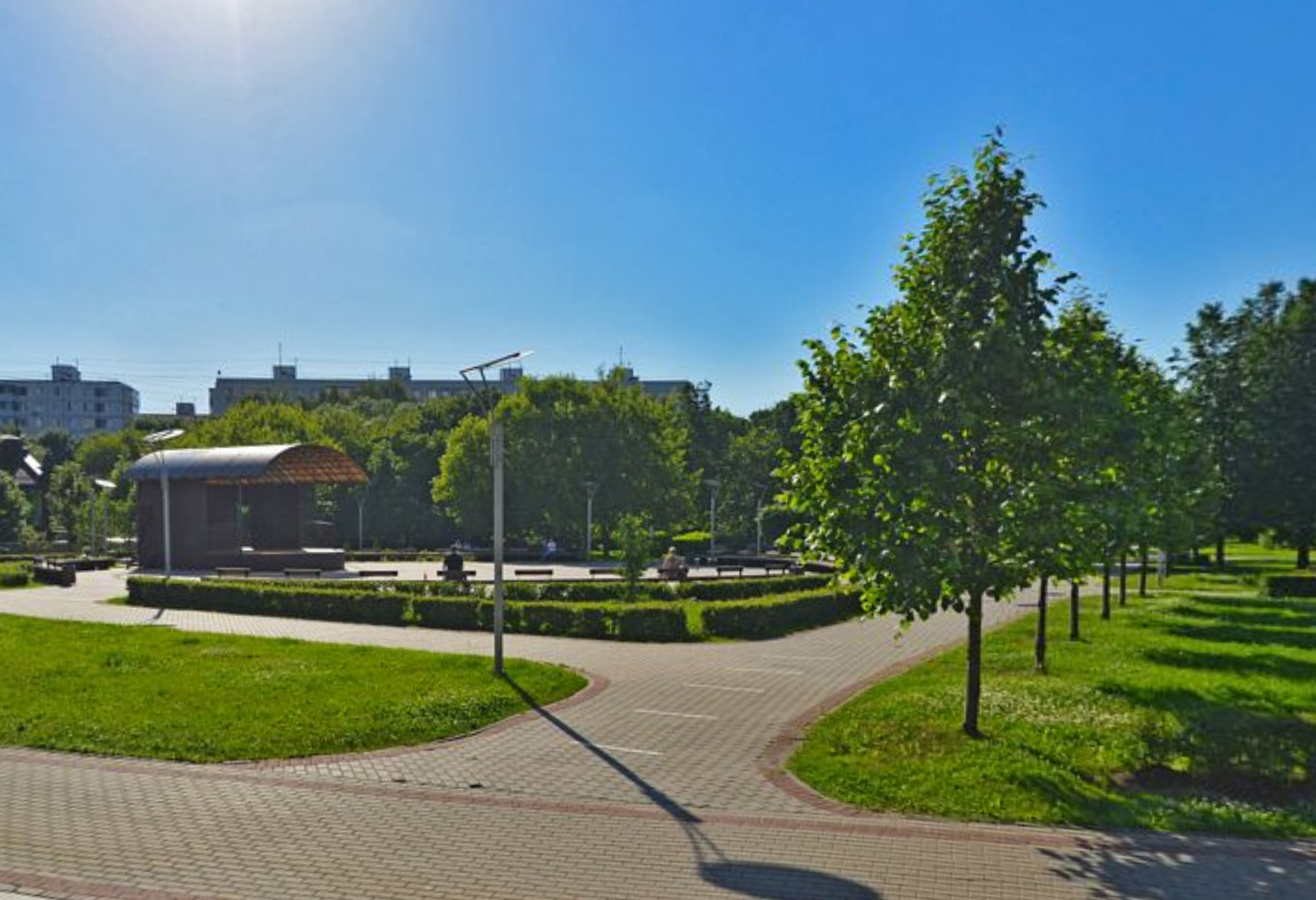
Сквер на Малыгинском проезде

Зелёная зона площадью около 2,8 гектаров располагается вдоль Малыгинского проезда между дублёром Ярославского шоссе и Палехской улицей. В 2017 было принято решение благоустроить территорию. После окончания благоустройства в 2018 году в сквере появилось около 70 новых скамеек и почти сотня опор уличного освещения. На территории у Палехской улицы располагаются детская и спортивная площадки. В центральной части сквера обустроили две зоны отдыха с длинными скамейками и цветниками. В 2019 году в части сквера у дублёра Ярославского шоссе открыли полукруглую сцену с танцполом, где проводятся районные праздники.
В 2019 году неподалёку от эстрадной площадки в сквере также построили круглогодичную фермерскую ярмарку на 30 торговых мест по адресу: Ярославское шоссе, вл. 111. Её открыли на месте перенесённой ярмарки выходного дня. Павильон ярмарки выполнен в стиле французского вокзала и снабжён системой вентиляции, отопления, кондиционирования и холодильным оборудованием.

#### Хибинский сквер

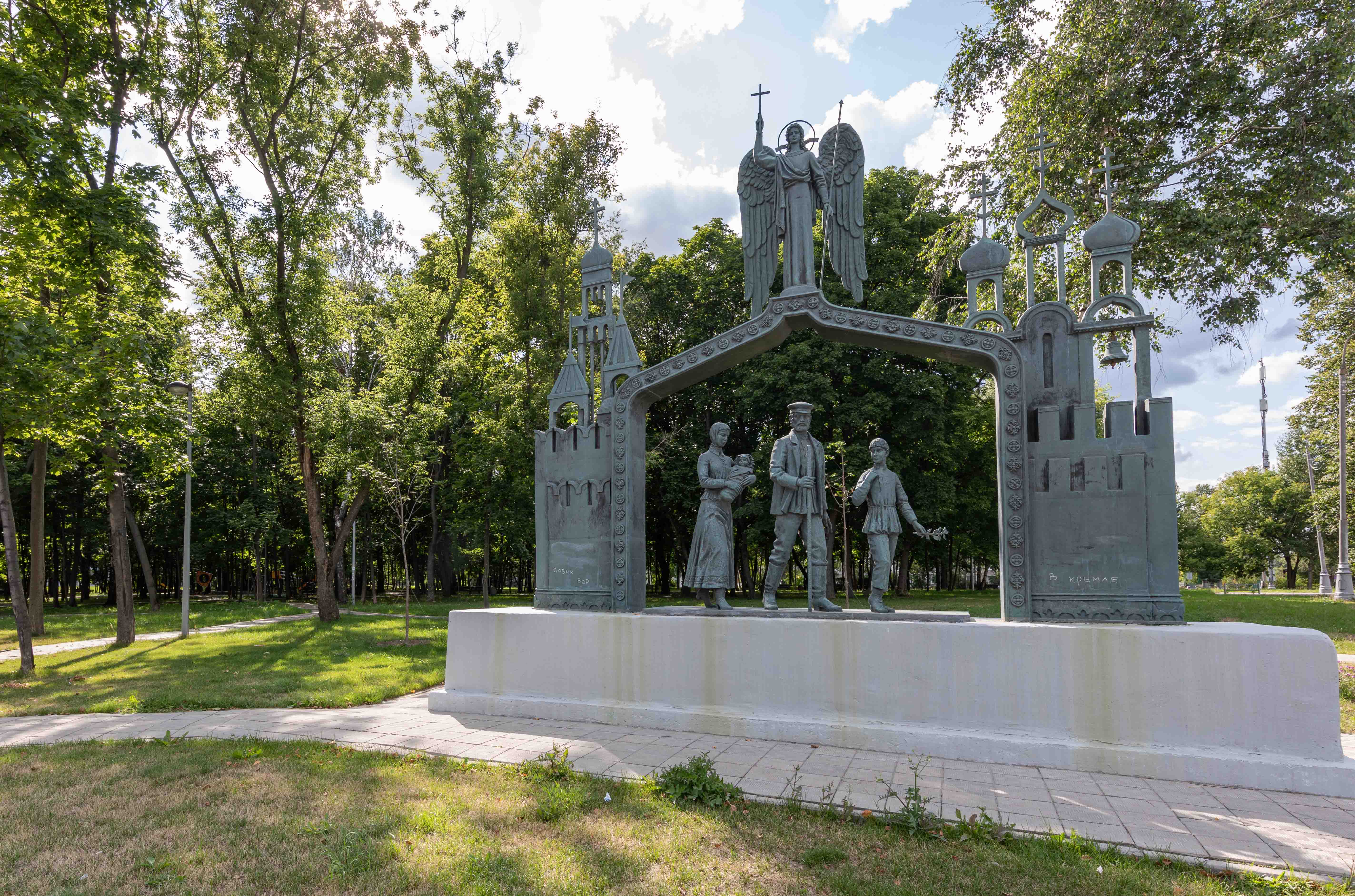
Хибинский сквер

Сквер располагается вдоль Хибинского переулка. Своё название он получил по проходящему неподалёку Хибинскому проезду, который, в свою очередь, назван по Хибинам, крупнейшему горному массиву Кольского полуострова. На пересечении переулка и дублёра Ярославского шоссе в сквере расположена скульптурная композиция Вячеслава Кондрашина «Паломники, идущие из Москвы в Троице-Сергиеву Лавру», установленная в 2014 году к празднованию 700-летия со дня рождения преподобного Сергия Радонежского. Скульптура изображает мужчину, женщину с младенцем и ребёнка, за спинами которых расположена колокольня Ивана Великого в составе Московского Кремля, а перед ними — колокольня Троице-Сергиевой Лавры. На очертаниях зданий установлены настоящие колокола, в которые могут звонить посетители сквера. Над фигурами паломников установлена арка, которую венчает фигура ангела.
В 2014 году сквер также был благоустроен. Здесь появились прогулочные дорожки, спортивная площадка с турниками, две детских площадки и круговая велодорожка. Большую часть сквера занимает зелёная зона.

#### Прогулочная зона в долине реки Ички
Прогулочное пространство длиной около 500 метров располагается вдоль реки Ички от Ярославского шоссе до улицы Ротерта. Оно является частью ландшафтного заказника «Долина реки Ички», который проходит на территории Ярославского и Лосиноостровского районов. Река Ичка вместе с её притоком — рекой Лось — являются одними из самых чистых рек Москвы. В зелёной зоне от дома 10 корпус 1 до дома до корпус 5 по улице Ротерта размещено 4 детских площадки и обустроены прогулочные дорожки.

### Транспортная доступность
Один из четырех районов Москвы в пределах МКАД (наряду с Капотней, Ивановским и Южным Медведково), на данный момент не имеющих станций метро. Расстояние от Холмогорской улицы, находящейся на границе района, до метро  ВДНХ составляет более 8 км. Именно на территории нынешнего Ярославского района находился рабочий посёлок Метростроя, где в 1950-е годы жили строители Рижского радиуса Московского метрополитена (об этом свидетельствуют названия улиц района — Проходчиков, Ротерта, Егора Абакумова). В сентябре 2016 года открыта станция МЦК  Ростокино на границе районов Ярославский и Ростокино. К 2028 году железнодорожные станции  Лось и  Лосиноостровская станут частью «наземного метро» — линии МЦД-5.
В сентябре 2018 года стало известно, что в отдалённой перспективе в район планируется провести линию метро, которая, по предварительным данным, пройдёт через станции «Ростокино» и «ВДНХ» до станции «Марьина Роща». В настоящий момент строительство подобной линии запланировано после 2030 года.

## Население
| 2002    | 2010    | 2012    | 2013    | 2014     | 2015    | 2016    |
| ------- | ------- | ------- | ------- | -------- | ------- | ------- |
| 84 739  | ↗94 245 | ↗94 832 | ↗95 076 | ↗95 628  | ↗95 913 | ↗96 971 |
| 2017    | 2018    | 2019    | 2020    | 2021     | 2023    | 2024    |
| ↗97 234 | ↗97 859 | ↗98 108 | ↗98 272 | ↗100 177 | ↘99 656 | ↘98 861 |

### Национальный состав
По итогам переписи населения 2020 года проживали следующие национальности (национальности менее 0,1 % и другое, см. в сноске к строке «Другие»):
| Национальность | Численность, чел. | Доля     |
| -------------- | ----------------- | -------- |
| Русские        | 72 119            | 71,99 %  |
| Татары         | 704               | 0,70 %   |
| Армяне         | 363               | 0,36 %   |
| Украинцы       | 294               | 0,29 %   |
| Узбеки         | 202               | 0,20 %   |
| Евреи          | 163               | 0,16 %   |
| Азербайджанцы  | 144               | 0,14 %   |
| Грузины        | 140               | 0,14 %   |
| Киргизы        | 122               | 0,12 %   |
| Другие         | 25 926            | 25,90 %  |
| Итого          | 100 177           | 100,00 % |